# Brecon Jazz Festival
Brecon Jazz Festival je hudební festival konaný ve velšském městě Brecon. Věnuje se jazzové hudbě. Založil jej novinář Jed Williams a první ročník se konal v roce 1984. Na prvním ročníku vystupoval například anglický zpěvák George Melly, který ve městě v té době žil, nebo trumpetista Humphrey Lyttelton. V pozdějších letech zde vystupovalo několik desítek dalších hudebníků.

## Vystupující
- 1984: Humphrey Lyttelton, George Melly, Bruce Turner, John Barnes
- 1985: Jan Garbarek, Slim Gaillard, Stan Tracey, Ken Colyer
- 1986: Al Grey, Buddy Tate, George Chisholm, Dudu Pukwana
- 1987: Joe Henderson, Helen Shapiro, Woody Shaw, Pasadena Roof Orchestra
- 1988: Lee Konitz, Humphrey Lyttelton, Slim Gaillard, Louisiana Red
- 1989: Sonny Rollins, Jimmy Giuffre, George Melly
- 1990: Humphrey Lyttelton, Sun Ra, Scott Hamilton
- 1991: Gerry Mulligan, Ruby Braff, Joe Pass
- 1992: Michel Petrucciani, Johnny Griffin, Pat Metheny, Courtney Pine
- 1993: Lionel Hampton, Stéphane Grappelli, Wynton Marsalis, Hank Jones, McCoy Tyner
- 1994: Benny Carter, George Shearing, Slide Hampton, Ray Brown
- 1995: Cleo Laine, Toots Thielemans, Kenny Barron, McCoy Tyner
- 1996: Van Morrison, Joshua Redman, Phil Woods, Charles Brown
- 1997: Milt Jackson, Hank Jones, Courtney Pine, Diana Krall
- 1998: Branford Marsalis, Van Morrison, Michel Petrucciani, Ahmad Jamal
- 1999: Ruby Braff, Stan Tracey
- 2000: Wayne Krantz, Kenny Barron, Scott Hamilton
- 2001: Van Morrison, Joshua Redman, Dianne Reeves
- 2002: Courtney Pine, Scott Hamilton, McCoy Tyner
- 2003: Humphrey Lyttelton, George Melly, Richard Galliano
- 2004: Amy Winehouse, Humphrey Lyttelton, George Melly
- 2005: Phil Woods, Peter King, Jon Faddis, Marty Grosz
- 2006: Stan Tracey, Kirk Lightsey, Gwilym Simcock
- 2007: Catrin Finch, Mulgrew Miller, Joe Lovano, Jools Holland
- 2008: Joan Armatrading, Cerys Matthews, Courtney Pine
- 2009: Anouar Brahem, Manu Dibango, Abdullah Ibrahim
- 2010: Hugh Masekela, Orquesta Buena Vista Social Club, Hypnotic Brass Ensemble
- 2011: Allen Toussaint, Femi Kuti, Monty Alexander, Courtney Pine
- 2012: Dionne Warwick, Stan Tracey, Ginger Baker
- 2013: Maria Pia De Vito, Huw Warren, Jools Holland, Django Bates, Acker Bilk
- 2014: Burt Bacharach, Warren Vaché
- 2015: Ray Davies, Dr. John, Courtney Pine, Kenny Barron, Dave Holland